# Odertalbrücke
Die Odertalbrücke liegt im Südharz zwischen den Ortsteilen Barbis und Bad Lauterberg im Landkreis Göttingen und entstand 2009–2012 im Zuge der Verlegung der Bundesstraße 243. Da sie das FFH-Gebiet „Sieber, Oder, Rhume“ kreuzt, war sowohl eine besondere Konstruktion als auch Vorgehensweise beim Bau notwendig.

## Konstruktion
Das Bauwerk hat eine Gesamtstützweite von 496 m und überwindet einen Höhenunterschied von rund 26 m zwischen den Widerlagern. Die maximale Höhe der Fahrbahn über Gelände liegt bei rund 25 m. Eine Herausforderung beim Brückenbau lag in der Querung des als FFH-Gebiet geschützten Auenwaldes in der Oderniederung sowie des benachbarten Schluchtwaldes am Steilhang, in die keine Brückenpfeiler gesetzt werden dürfen. Auch eine vorübergehende Nutzung von FFH-Gebieten ist wegen zu befürchtender Beeinträchtigungen während des Baus nicht zulässig. Das letzte Brückenfeld (Endfeld) der Brücke vor dem bergseitigen Widerlager überspannt daher den Auenwald mit der Oder und den Schluchtwald mit einer Stützweite von 103 m, während die anderen acht Stützweiten zwischen 35 und 77,5 m liegen. Die Montage des Endfeldes erfolgte ohne Montageunterstützungen. Dabei mussten die Halbbögen im Freivorbau mit Hilfsabspannungen montiert werden. Der Lückenschluss der Überbaustahlkästen erfolgte mit einem mobilen Kran vom bergseitigen Widerlager aus.
Verbaut wurden für die Brücke 3.364 t Baustahl, für den Fahrbahnträger 1.023 t Betonstahl und ein Betonvolumen von 4.668 m³, für die Unterbauten 500 t Betonstahl und 3.940 m³ Betonvolumen.